# Церковь Святого Николая (Штип)
Церковь Святого Николая (макед. Црква „Св. Никола“) — православная церковь в городе Штип, Северная Македония.
Является памятником эпохи македонизма.

## История
Церковь расположена у дороги в соседний посёлок Новое Село. Была построена на фундаменте старой церкви «Св. Богородицы» 1341 года, ныне находящейся в Новом Селе. Это работа известного мастера-строителя Георгия Новакова Джонгара в стиле другого выдающегося мастера — Андрея Дамьянова. Храм был завершен и освящен 10 мая 1867 года, во времена митрополита Игнатия, когда Штип входил в состав Кустендильской епархии.

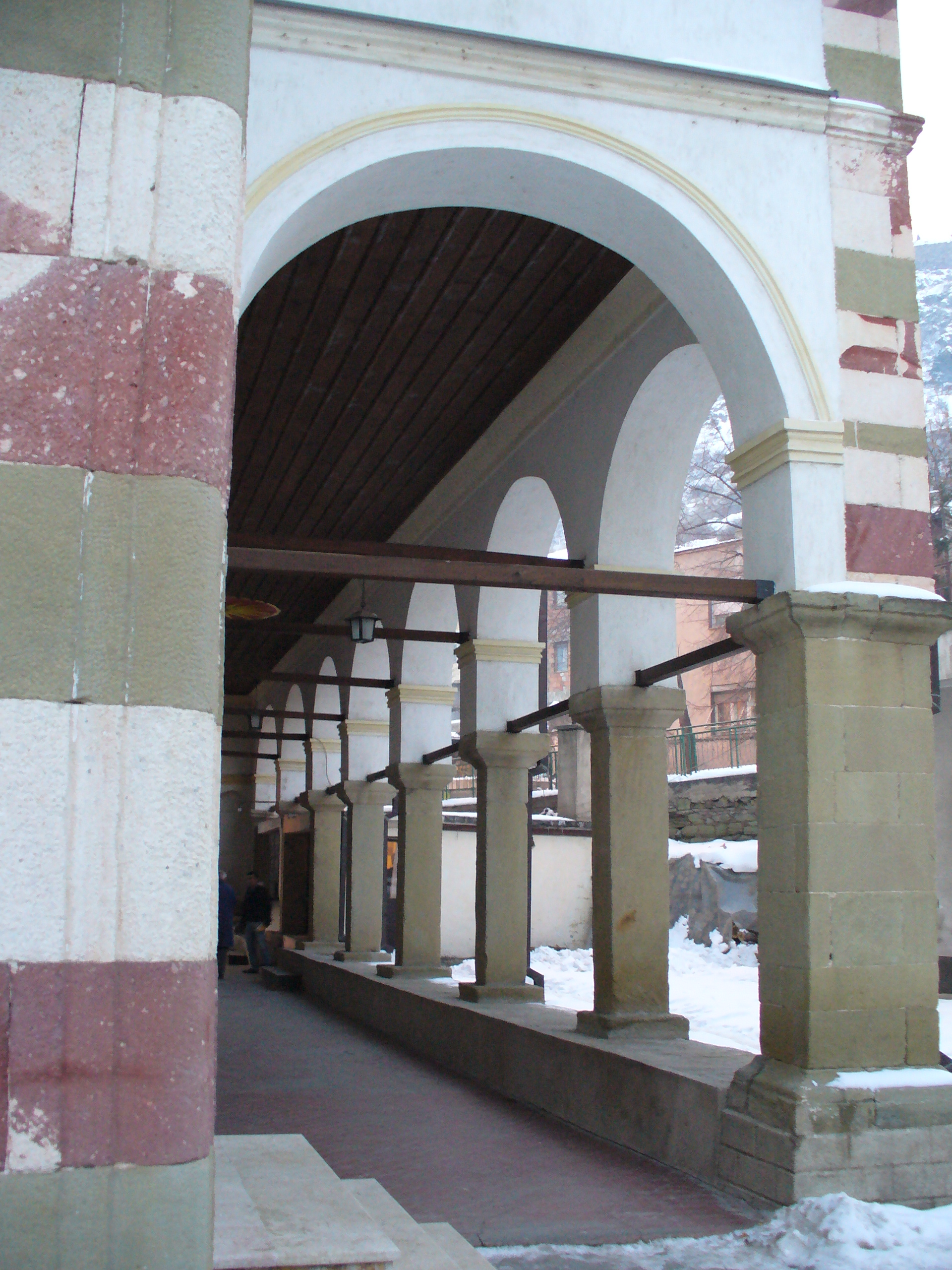
Один из нефов храма

Церковь представляет собой трехнефную базилику, окруженную с запада, севера и юга портиками. Центральный неф перекрыт тремя куполами, а боковые — полуцилиндрическими арками. Интерьер церкви украшают росписи на её сводах, фресковые иконы на стенах, а также большой иконостас с иконами и резьбой, который выполнил живописец Никола Дамьянов. Фресковая роспись выполнена Костадином Вангеловым из Штипа и ещё трех художников — братьев Николы, Вангела и Косты Атанасовых из Крушево.
В 1990 году первый этаж храма был отдан Постоянной церковной галерее, где представлены иконы, разные святыни, старопечатные церковные книги, облачения и другие предметы.